# Doppelgänger

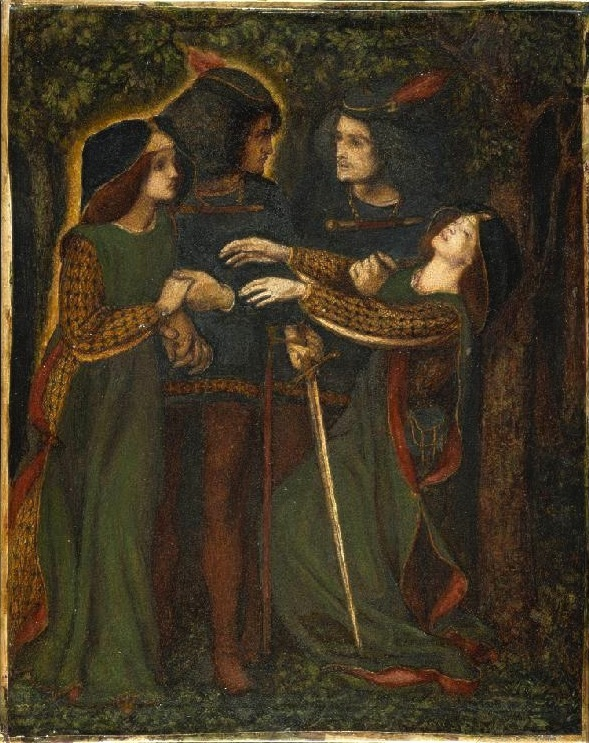
How They Met Themselves von Dante Gabriel Rossetti, 1864

Ein Doppelgänger (älter auch Doppeltgänger) ist eine Person, die einer bestimmten anderen Person im Aussehen so stark ähnelt, dass es zu Verwechslungen ihrer Identität kommen kann. Es kann sich dabei um eine reale Person handeln oder auch um eine „Erscheinung der eignen Person“ im Sinne einer übersinnlichen Vision.
Eine Autoskopie (Doppelgängererlebnis) als Halluzination kann ein Symptom einer psychischen Erkrankung sein.

## Verwendung
Das Deutsche Wörterbuch der Brüder Grimm gibt zwei Definitionen des Begriffs: 
1. „jemand von dem man wähnt er könne sich zu gleicher zeit an zwei verschiedenen orten zeigen“;
2. „der einem andern so ähnlich ist dasz er leicht mit ihm verwechselt wird“.[1]

Wenn die erste Definition an den Glauben an eine wie auch immer geartete Transzendenz, das Übernatürliche oder Paranormale gebunden ist, so bildet die zweite Variante gleichsam deren naturalistische Erklärung.
Das deutsche Wort Doppelgänger wird auch in vielen anderen Sprachen (meist in den Formen doppelgänger oder doppelganger) verwendet, z. B. im Englischen, Französischen, Italienischen, Portugiesischen und Spanischen, aber auch im Chinesischen, Japanischen, Russischen und Thai, zurückzuführen auf die weltweite Wirkung der deutschen Romantik. Im Englischen ist die Verwendung des deutschen Begriffs oft mit Gefahr und Bedrohung belegt und wird häufig, auch in der Umgangssprache (dann aber oft ironisch gemeint), mit evil twin (dt. bösartiger Zwilling) gleichgesetzt.

## Unterscheidung
In der Realität kommen Doppelgänger in Gestalt eineiiger Zwillinge sowie neuerdings als Klone vor. Mit dem literarischen und geisteswissenschaftlichen Motiv des Doppelgängers haben sie allerdings nur bedingt etwas zu tun, da sich die Fragen nach Identität des Individuums hier nicht stellen.
Begrifflich zu unterscheiden ist der Doppelgänger vom Double. Während das Double den Versuch einer gezielten Kopie der äußeren Erscheinung eines Menschen (auch unter Zuhilfenahme von Masken usw.) darstellt, ist ein Doppelgänger ein Mensch, der einem anderen von Natur aus zum Verwechseln ähnlich sieht, so dass es tatsächlich zu Zweifeln an seiner Identität kommen kann (was bei einem Double nicht möglich ist). 
- Politiker und Schauspieler verwenden Doubles gelegentlich aus Sicherheits- und Zeitgründen, so seinerzeit der irakische Diktator Saddam Hussein. Über Doubles weiterer Politiker wird immer wieder spekuliert.
- Doubles agieren bei Events als Blickfang und als prominente Gäste oder in Werbefilmen.
- Stuntmen spielen als Doubles eines Darstellers körperlich gefährliche Filmszenen.
- Körperdoubles springen z. B. auch bei Nacktszenen ein.

## Das Motiv des Doppelgängers in Literatur, Musik und Film
Das Interesse der Künste am Doppelgängermotiv hat philosophische und psychologische Hintergründe, so die Frage nach der Realität und Ontologie des Individuums und seiner Identität. Eine Rolle spielen dabei auch kunsttheoretische Fragen wie die nach der Natur der künstlerischen Fiktion, die in besonderer Weise dazu geeignet scheint, Doppelgänger zu erschaffen.